# Đảng Lập hiến Đông Dương
Đảng Lập hiến Đông Dương (tiếng Pháp: Parti Constitutionaliste Indochinois) là một chính đảng hoạt động ở Nam Kỳ trong thập niên 1910 đến 1930. Đảng này do Bùi Quang Chiêu, một kỹ sư canh nông, có quốc tịch Pháp, cũng là hội trưởng Hội Trí Tri và chủ bút tờ La Tribune Indochinoise thành lập.
Tư tưởng chủ đạo của Đảng lập hiến của Bùi Quang Chiêu là xây dựng Hiến pháp và đấu tranh vì các quyền tự do, dân chủ của dân An Nam bằng phương pháp đấu tranh ôn hoà, chống bạo động và trong khuôn khổ thừa nhận chính quyền bảo hộ của Pháp.